# Eduardo Bennett
José Eduardo Bennett (La Ceiba, 17 settembre 1968) è un ex calciatore honduregno, di ruolo attaccante.

## Palmarès

### Club

#### Competizioni nazionali
- Campionato argentino: 1

San Lorenzo: Clausura 1995